# Andrzej Dopierała
Andrzej Dopierała (ur. 10 lipca 1957 w Katowicach) – polski aktor filmowy i teatralny, reżyser teatralny.

## Życiorys
W 1980 roku ukończył Państwową Wyższą Szkołę Teatralną w Krakowie. W latach 1980–1982 grał w Teatrze im. Wojciecha Bogusławskiego w Kaliszu, natomiast od 1982 roku jest aktorem Teatru Śląskiego im. Stanisława Wyspiańskiego w Katowicach. W 1997 roku założył w Katowicach Teatr Bez Sceny.
W 2013 roku był stypendystą Marszałka Województwa Śląskiego w dziedzinie kultury. Prowadzi zajęcia w Szkole Aktorskiej Teatru Śląskiego.

## Filmografia

### Filmy fabularne
- Na straży swej stać będę (1983)
- Sławna jak Sarajewo (1987)
- Triumph of the spirit (1989)
- Benek (2007)
- Zgorszenie publiczne (2009)

### Seriale telewizyjne
- Z biegiem lat, z biegiem dni… (1980, odc. 4) jako "Jasiek" w "Weselu"
- Budniokowie i inni (1986)
- Blisko, coraz bliżej (1986, odc. 17) jako górnik przy wagonikach z kamieniem
- Opowieść o Józefie Szwejku i jego najjaśniejszej epoce (1995, odc. 1, 2, 3) jako żołnierz w piwiarni i więzień
- Święta wojna (2000, odc. 30) jako listonosz
- Pierwsza miłość jako urzędnik Urzędu Stanu Cywilnego i adwokat - pełnomocnik Karola Wekslera
- Kryminalni: Misja śląska (2006, odc. 42) jako oficer dyżurny
- Na dobre i na złe (2009, odc. 370) jako Jerzy Wąs
- Prawo Agaty (2014, odc. 73) jako sędzia Antoni Flis
- Przyjaciółki (2016, odc. 94) jako Henryk, ojciec Jaśka
- M jak miłość (od 2024) jako Erwin, stryj Kamy i Ani

## Nagrody i odznaczenia
- 2021 – „Złota Maska” za rolę Ignacego (Ojca i Króla), w spektaklu „Ślub” Witolda Gombrowicza W Teatrze Zagłębia w Sosnowcu
- 1994 – „Złota Maska” za rolę Aloszy w spektaklu „Bracia Karamazow” w Teatrze Śląskim w Katowicach
- 2002 – Brązowy Krzyż Zasługi
- 2004 – Nagroda Specjalna z okazji Międzynarodowego Dnia Teatru za autorską koncepcję Teatru Bez Sceny